# Hamirpur (Himachal Pradesh)
Hamirpur è una città dell'India di 17.219 abitanti, capoluogo del distretto di Hamirpur, nello stato federato dell'Himachal Pradesh. In base al numero di abitanti la città rientra nella classe IV (da 10.000 a 19.999 persone).

## Geografia fisica
La città è situata a 31° 40' 60 N e 76° 31' 0 E e ha un'altitudine di 737 m s.l.m..

## Società

### Evoluzione demografica
Al censimento del 2001 la popolazione di Hamirpur assommava a 17.219 persone, delle quali 9.299 maschi e 7.920 femmine. I bambini di età inferiore o uguale ai sei anni assommavano a 1.694, dei quali 913 maschi e 781 femmine. Infine, coloro che erano in grado di saper almeno leggere e scrivere erano 13.959, dei quali 7.676 maschi e 6.283 femmine.